# Porella hyadesi
Porella hyadesi är en mossdjursart som beskrevs av Jullien 1888. Porella hyadesi ingår i släktet Porella och familjen Bryocryptellidae. Inga underarter finns listade i Catalogue of Life.